# Serie de tapices flamencos sobre escenas del Quijote
La serie de tapices flamencos sobre escenas del Quijote, sitos en Pizarra (Málaga), fue realizada en el siglo XVIII y adquiridos posteriormente mediante subasta, constituyendo en sí un núcleo vital del arte cortesano, cuyas representaciones se extendieron posteriormente al ámbito burgués y que por su gran calidad técnica influyó además, en otras expresiones artística. Originariamente la serie constaba de siete tapices, pues el tapiz compuesto por las escenas de Don Quijote descolgándose por la ventana y el manteo de Sancho Panza se encontraban separados, hasta que finalmente se llevó a cabo su unión por parte de la Real Fábrica de Tapices, con lo que la serie actualmente consta de seis tapices.
La serie de tapices de Pizarra supone una nueva forma de leer el Quijote y sus hazañas, permitiendo el acercamiento a la Europa del siglo XVIII a través de una versión cortesana en clave humorística de gran plasticidad y belleza, además de constituir un afortunado conjunto de imágenes de indiscutible mérito artístico, originalidad iconográfica e indudable importancia histórica, presentando una excepcional calidad técnica, evidente tanto en el tratamiento de los materiales mediante la riqueza cromática y la elección de matices, como en la precisión con la que reproduce sombras y texturas, por lo que está incluida en el Catálogo General del Patrimonio Histórico Andaluz como Bien de Interés Cultural.

## Descripción
La serie de tapices tiene diferentes dimensiones, utilizándose en su manufactura lanas y sedas, además de colores naturales como granza, kermes, cochinilla, palo de Brasil o gualda, y con técnica de alto lizo. Dicha técnica fue introducida en España a comienzos del siglo XVIII por Antonio Lainger, quien trabajó en la Fábrica de Gobelinos, la cual se caracterizaba por elaborar una tapicería subordinada a la pintura derivada de la influencia de las tapicerías flamencas inicialmente y, más tarde, de los pintores que dirigían estos talleres, entre los que hay que destacar a Charles Antoine Coypel autor de la Historia de Don Quijote, en la que se inspiraron la mayor parte de los talleres de Europa entre 1714 y 1794.
Resulta difícil confirmar si los dibujos que sirvieron de inspiración para la elaboración de los tapices fueron realizados por David Teniers o algún discípulo de su escuela, a quien se le atribuyen la realización de los cartones en los que están basados estas escenas, verificándose por el contrario la autoría de los tapices por Urbano Leyniers (1674-1747), descendiente de una dinastía de pintores afincados en Bruselas, al estar firmados por él en su ángulo inferior derecho.
Por otra parte, también es probable que la serie de tapices estuviese inspirada en un principio por la serie de cartones llevada a cabo por el exitoso pintor de la corte francesa Charles Antoine Coypel (1694-1752) o por algunos de sus seguidores, ya que se observan analogías iconográficas entre los cartones de Coypel y los tapices de Pizarra.
A comienzos del siglo XVIII, se produce la extensión del tapiz al público burgués, demandándose nuevos productos artísticos, y el Quijote, como ya ocurrió en el siglo XVII, constituyó un magnífico texto para la experimentación, tanto en el campo editorial como el artístico, ya que España había dependido casi exclusivamente de la importación de tapices, que constituían casi el único «lujo» de hidalgos, cortesanos o aristócratas.
Las escenas están sacadas de diferentes capítulos del libro del Quijote y ejecutadas en el taller de Urbano Leyniers (1674-1747). Dicha serie trasluce la herencia de Antoine Coypel, presentando a un don Quijote alejado del modelo iconográfico español, apartándose de la representación de los paisajes manchegos y de la Castilla del siglo XVIII, de acuerdo con la idiosincrasia del espectador que debía contemplarlo, un espectador propio de los ámbitos de recepción a los que iba dirigido, resultando ser esta serie de tapices de Pizarra, un verdadero espejo de los salones palaciegos a los que originariamente estaban destinados.

### Primer tapiz. Don Quijote en los molinos
Dimensiones: 3,22 x 3,08 m.
Descripción: Este tapiz presenta a don Quijote en el momento de la caída de su caballo, con rostro afligido y actitud de desaliento, desplomándose por la loma por donde cabalga junto a Sancho Panza, quien corre tras él para socorrerle. Tras ellos se aprecia un gran molino de viento y, a lo lejos, otros dos más, junto con una casa o posada, a la izquierda de la composición. Las figuras de don Quijote y Rocinante destacan en un interesante escorzo mostrando tanto éstas como la de Sancho una gran expresividad en los gestos.
Don Quijote se enfrenta con los molinos de viento creyendo que son gigantes y, aunque Sancho le advierte de su error, es abatido con fuerza por las aspas de uno de los molinos. Dicha iconografía se corresponde con el Capítulo VIII: «Del buen suceso que el valeroso don Quijote tuvo en la espantable y jamás imaginada aventura de los molinos de viento, con otros sucesos dignos de felice recordación».
Presenta una composición cerrada, marcada por un eje asimétrico que se desplaza hacia la izquierda del espectador, dirigiendo la acción hacia el plano inferior, justo en primer término, donde se hallan los protagonistas. Utiliza una falsa perspectiva mediante el color en relación con las diversas distancias existentes, situándose más lejos los colores más claros, que quedan difuminados, y los más oscuros y nítidos los más próximos. La luz es homogénea en la composición e influye en la perspectiva, centrándose en los personajes de la zona inferior del cuadro, donde se desarrolla la acción principal, disminuyéndose en intensidad hacia el fondo del tapiz, donde se hace difusa. Hay que destacar la habilidad del artista tapicero en la consecución de las texturas, especialmente en la madera de los molinos y la armadura de don Quijote.

### Segundo tapiz. Don Quijote descolgándose por una ventana y el manteo de Sancho
Dimensiones: 3,22 x 5,12 m.
Descripción: Originariamente dichos tapices se encontraban separados, hasta que se llevó a cabo su unión por parte de la Real Fábrica de Tapices de Madrid.
La escena muestra a don Quijote tratando de fugarse sigilosamente por la ventana de una venta en la que se han alojado, creyendo el noble hidalgo que está aposentado en un castillo, negándose a pagar al posadero, mientras Sancho Panza es manteado en represalia. Dicha iconografía se corresponde con el capítulo XVII: «Donde se prosiguen los innumerables trabajos que el bravo don Quijote y su buen escudero Sancho Panza pasaron en la venta que por su mal pensó que era castillo».
El tapiz se estructura a modo de un exquisito escenario teatral, donde las arquitecturas de la venta conforman un bello decorado, partiendo de un eje central que divide la composición en dos partes bien diferenciadas. Su composición es abierta, constituyendo las puertas de la posada el punto de fuga que guía al espectador hacia el exterior de la escena aunque, por otro lado, los elementos se yuxtaponen a base de grupos, individualizando a los personajes que tienen mayor importancia. Se congela la acción mediante la representación de un momento preciso, concediendo mayor efectividad a las expresiones de los rostros, las texturas de los ropajes y las posturas de los cuerpos de los protagonistas, existiendo una mayor riqueza cromática, así como una mayor preocupación por los detalles y el dibujo.

### Tercer tapiz. Don Quijote con las damas
Dimensiones: 3,22 x 3,08 m.
Descripción: Este tapiz representa a un joven y apuesto don Quijote que es recibido con todos los honores por tres jóvenes damas ataviadas como cortesanas. Dos damas aparecen junto al hidalgo con el pelo recogido y mostrando complacencia y satisfacción en sus rostros; una se inclina ante él, al tiempo que lo desarma, tratándose más bien de una socarronería; a la izquierda otra dama sostiene en sus manos un espejo para que el hidalgo pueda admirar sus elegantes vestiduras y otra gira su cabeza hacia el espectador, como invitándole a entrar en la escena y a participar de la bufonada. El fondo de la escena se va difuminando con las formas de un paraje bucólico de boscaje y arboledas, en el que aparecen elementos arquitectónicos. En el lado derecho destaca Sancho Panza, que sostiene bajo el brazo su sombrero y charla animadamente con otras dos muchachas, ajeno a la farsa.
La composición es abierta, ordenada alrededor del eje lateral formado por el trío de don Quijote y las damas que lo asisten, constituyendo el punto de fuga exterior la vereda que aparece en el lado derecho del espectador, que se prolonga hacia el fondo, enfatizado por la falsa perspectiva que difumina el color a lo lejos. El énfasis de la representación se focaliza en la escena central, de gran luminosidad, donde se aprecia un rico despliegue cromático que imprime movimiento a las hojas de los árboles, define la textura de los troncos arbóreos y destaca la sinuosidad de los pliegues de las vestimentas mediante fuertes contrastes de color.

### Cuarto tapiz. Banquete de Don Quijote
Dimensiones: 3,22 x 1,83 m.
Descripción: Esta escena está inspirada en el Capítulo LXII de la segunda parte, donde se le rinde homenaje a don Quijote mediante un banquete en casa de don Antonio, acompañados por diversos personajes y damas que charlan entre ellos, centrándose la composición en una amplia mesa repleta de viandas. Sentado entre dos muchachas que lo miran fijamente, el ingenioso hidalgo relata historias y crónicas de sus aventuras, ajeno a la bufonada que se ha fraguado tras la farsa del banquete. A su espalda se sitúa Sancho, que custodia y observa a su señor con admiración, sin prestar atención a lo que sucede a su alrededor; a la derecha un personaje sale de la casa consciente de la trama que se ha urdido. La composición se abre hacia la izquierda del espectador, en una falsa perspectiva que a través del camino y de los dos personajes va desdibujando los contornos y difumina el color en la distancia, aunque por otra parte se trata de una composición cerrada donde la totalidad de los elementos confluyen en torno a un elemento horizontal: la mesa y los comensales, en la que los diferentes personajes interaccionan y se superponen, siendo necesarios en la estructura global de la escena. El elemento vertical que equilibra la composición viene marcado por la casa y el gran árbol que se eleva tras ella, sobresaliendo el rico colorido que ostenta dicho paño, destacando por otra parte el virtuosismo logrado en los detalles, visibles en los rostros de las figuras, así como los cabellos, pliegues de los ropajes o las hojas de los árboles.

### Quinto tapiz. Don Quijote armado caballero
Dimensiones: 3,22 x 2,52 m.
Descripción: Dicho paño está inspirado en el Capítulo III de la primera parte del libro, donde se representa a don Quijote orgulloso y ensimismado por la ceremonia de la que es protagonista, donde está siendo armado caballero por un ventero, que él cree dueño de un castillo. La solemnidad del acto, la cual es producto de su imaginación, contrasta con la realidad de la escena, donde aparecen miradas pícaras de personajes socarrones que ríen de soslayo, tratando de seguir la corriente al pobre loco, que permanece ajeno a tan grotesco y ridículo trance. La composición de la escena es similar a una representación teatral, formada por un escenario cerrado donde las arquitecturas y el paisaje lejano configuran el decorado y, en primer plano, los personajes representan magníficamente la comedia. Los personajes y demás elementos interaccionan con el decorado en un todo unitario, donde la luz resulta homogénea y se concentra en los rostros de los personajes. Al contrario que en otros tapices de la serie la perspectiva resulta muy irreal y de escasa profundidad, sobresaliendo la rica gama cromática empleada en su elaboración por el maestro tapicero, que destaca en la consecución de las texturas metálicas del escudo, el yelmo y la armadura, así como los frunces de los ropajes, ofreciendo también sensación de movimiento y agitación en las hojas de los árboles.

### Sexto tapiz. Don Quijote enjaulado
Dimensiones: 3,33 x 2,63 m.
Descripción: La escena está basada en el Capítulo XLVI de la segunda parte y representa a don Quijote enjaulado en una carreta «en su locura», a su salida de la venta para dirigirse a su aldea. Tras la carreta, se aglutina un conjunto de personajes entre los que se puede ver al cura subido a caballo, unas muchachas plañideras en primer plano y los carreteros, aunque no se distingue bien si Sancho Panza está representado en la escena. La composición es abierta, estructurada alrededor del eje vertical que compone el gran árbol central, y el horizontal que forma la hilera de personajes. La escena contiene gran luminosidad, nitidez y variedad cromática, que contrasta con la fidelidad de las formas, reflejada en la inmovilidad de don Quijote, así como la expresividad contenida en los rostros, que se muestra en el llanto de las muchachas y el desconcierto plasmado en la cara de don Quijote.